# Živčići
Živčići su naseljeno mjesto u općini Fojnica, Federacija Bosne i Hercegovine, BiH.

## Stanovništvo

### 1991.
Nacionalni sastav stanovništva 1991. godine, bio je sljedeći:
ukupno: 260
- Muslimani - 258
- ostali, neopredijeljeni i nepoznato - 2

### 2013.
Nacionalni sastav stanovništva 2013. godine, bio je sljedeći:
ukupno: 148
- Bošnjaci - 147
- ostali, neopredijeljeni i nepoznato - 1

## Vanjske poveznice
- Satelitska snimka  Arhivirana inačica izvorne stranice od 13. ožujka 2021. (Wayback Machine)